# Little Duck Key
Little Duck Key est une petite île des Lower Florida Keys située à l'extrémité ouest du Seven Mile Bridge dans le comté de Monroe.
L'île nommée actuellement Little Duck Key sur les cartes de navigation était connue sous le nom de Pacet Key ou Big Money Key avant la construction de l'Overseas Railroad et à une certaine époque, l'île d'Ohio Key s'appelait Little Duck Key.